# Jaime de la Pava
Jaime de la Pava (Barranquilla, 14 aprile 1967) è un allenatore di calcio colombiano, alla guida del Deportivo Cali.

## Palmarès

### Competizioni nazionali
- Campionato colombiano: 3

América Cali: 2000, 2001, Apertura 2002
- Copa Colombia: 1

Deportivo Cali: 2010

### Competizioni internazionali
- Coppa Merconorte: 1

América Cali: 1999